# Hermenegildo Sutilo
Hermenegildo Rodríguez Sutilo (Nerva, Huelva, 26 de diciembre de 1921 – Huelva, 28 de agosto de 1982) fue un pintor español.

## Biografía
- Desde muy pequeño siente la vocación de ser pintor.

- Entra en la escuela de Bellas Artes de Manuel Fontenla Vázquez, Nerva, Huelva, en ella conoce a Vázquez Díaz y José María Morón.

- 1947, Su primera Exposición, Casino del Centro, Nerva.

Becado por el Ayuntamiento de Nerva. Cursa estudios en Real Academia de Bellas Artes de Santa Isabel de Hungría, Sevilla, con D. José María Labrador de profesor.
- Vuelve a Nerva.

- 1958, Expone en el Ayuntamiento de Nerva.

- 1960, 1ª Exposición Obra Sindical de Educación y Descanso, Nerva.

- 1961, 1ª Exposición Provincial de Pintura Onubense.

- 1964, 2º Premio de la Obra Sindical de Educación y Descanso.

- 1974, 1ª Exposición Artistas de la Cuenca Minera, Riotinto, Huelva.

- 1977, 2ª Exposición Artistas de la Cuenca Minera, Riotinto.

- 1982, Exposición Conmemorativa Del Centenario Del Nacimiento de Vázquez Díaz, Nerva.

Este mismo año fallece en Huelva.
Exposiciones Póstumas
- 1994, Exposición de Artistas Nervenses, Nerva.

- 1995, Colectiva en la Sala del Apeadero de los Real Alcázar, de Sevilla.

- Fue un gran copista de las mejores obras del Museo del Prado, con su picelada ancha y alegre les daba una nueva personalidad sin romper su espíritu.

- De Hermenegildo Sutilo se han dicho muchas cosas… carácter introvertido… tímido… que era un gran pintor de bodegones, el pintor del Gurumelo, ( Amanita Ponderosa, es un hongo comestible muy apreciado por los habitantes de Huelva), pero fue el mejor Pintor del Viento, y una excelente persona, su estudio, el primero lo tuvo en el barrio del Pozo Bebé y el segundo en el Peral, estaba abierto para el que quisiese, cuando Martín Gálvez y otros de sus alumnos aparecían por allí cambiaba los modelos de sitio, el caballete con el lienzo lo acercaba a la puerta y esta la abría de par en par, las sillas en la acera o en el descansillo para que los futuros artistas pudieran ver bien como trabajaba y… para que nadie pudiese decir nada, porque Nerva, es un pueblo muy culto pero no deja de ser un pueblo…

- También obtuvo primeros premios en Exposiciones de Moguer, Ayamonte y Cartaya.